# Menhir von Foghill
Der Menhir von Foghill (irisch Fochaill) steht im Weideland nordwestlich von Killala im County Mayo in Irland. Der Name Foghill ist eine anglisierte Korruption des gälischen Begriffs Fo-Choill, der „Unterwald“ bedeutet. Er wurde als eine moderne Form von Foclut oder Foclad identifiziert.
Der schlanke 3,4 m hohe, 0,5 m breite und 0,3 m dicke Menhir, der sowohl auf der OSI-Karte und der Historischen Karte als Standing Stone markiert ist, steht auf einem sanften Nordhang, östlich des Cloonalaghan River, mit Blick auf die Lackan Bay südöstlich des Dorfes Rathlackan (irisch Rath Leacain).

## Legenden
Die lokale Folklore besagt, dass der Stein von St Patrick errichtet wurde, aber er stand lange zuvor hier. Die Überlieferung behauptet auch, dass Foghill in alten Zeiten ein Teil von „Silva Focluti“, dem berühmten Wald von Focluth war, der das Gebiet von der Lacken Bay über Rathfran bis Crosspatrick umfasste. Die Lage des Waldes von Focluth ist Gegenstand lebhafter Kontroversen unter den Gelehrten. Er ist der einzige Platz, der in St Patricks Schriften erwähnt wird.
In der Nähe liegen das Court Tomb von Rathlacken, das Wedge Tomb von Breastagh und der Oghamstein von Breastagh und der Oghamstein von Corrower.